# Garcinia imbertii
Garcinia imbertii är en tvåhjärtbladig växtart som beskrevs av Thomas Fulton Bourdillon. Garcinia imbertii ingår i släktet Garcinia och familjen Clusiaceae. Inga underarter finns listade i Catalogue of Life.